# فرودگاه فورت مکلئود (آلکوک فارم)
فرودگاه فورت مکلئود (آلکوک فارم) (به انگلیسی: Fort Macleod (Alcock Farm) Airport) یک فرودگاه خصوصی است که یک باند فرود چمن دارد و طول باند آن ۱۱۳۴ متر است. این فرودگاه در کشور کانادا قرار دارد و در ارتفاع ۱۰۱۸ متری از سطح دریا واقع شده است.